# Kuckuck
Der Kuckuck (Cuculus canorus) gehört zur Ordnung der Kuckucksvögel (Cuculiformes) und zur Familie der Kuckucke (Cuculidae). Er kommt in Nordafrika und in Eurasien von Portugal und Irland nach Osten bis Japan und Kamtschatka vor. Er ist etwa taubengroß, sein Gefieder ist größtenteils grau. Die Art ist außer durch den charakteristischen „Gu-kuh“-Ruf auch durch ihren Brutparasitismus allgemein bekannt. Der Kuckuck legt seine Eier einzeln in Nester kleinerer Singvögel und betreibt selbst keine Brutpflege. Die Kuckuckweibchen bevorzugen einzelne Wirtsvogelarten und legen Eier, die denen dieser Arten weitgehend entsprechen. Das wenige Stunden alte Kuckucksjunge entfernt die Eier und Jungvögel der Wirtseltern und wächst allein im Nest heran.
Der Kuckuck ist Namensgeber für andere Lebewesen, die ebenfalls Brutparasitismus betreiben, wie etwa die Kuckuckshummeln oder die Kuckucksente. Beim Menschen gibt es den Begriff Kuckuckskind. Ebenso findet der Kuckuck auch in Redewendungen und Musik Erwähnung. In der Schweiz war er Vogel des Jahres 2001 und in Deutschland und Österreich Vogel des Jahres 2008.

## Name
Seinen Namen verdankt er dem auffälligen Ruf des Kuckuckmännchens. Auch in vielen anderen Sprachen, wie im Französischen (Coucou), Italienischen (cucú), Spanischen (cuco, manchmal cuclillo), Russischen (Kukuschka), Griechisch (koukoula), Englischen (Cuckoo), Polnischen (Kukułka), Ungarischen (kakukk) und Lateinischen (cuculus) wurde der Ruf lautmalerisch in seinen Namen integriert. Ein wohl eher veralteter Name für den Kuckuck ist Gauch, auch Gutzgauch.

## Merkmale

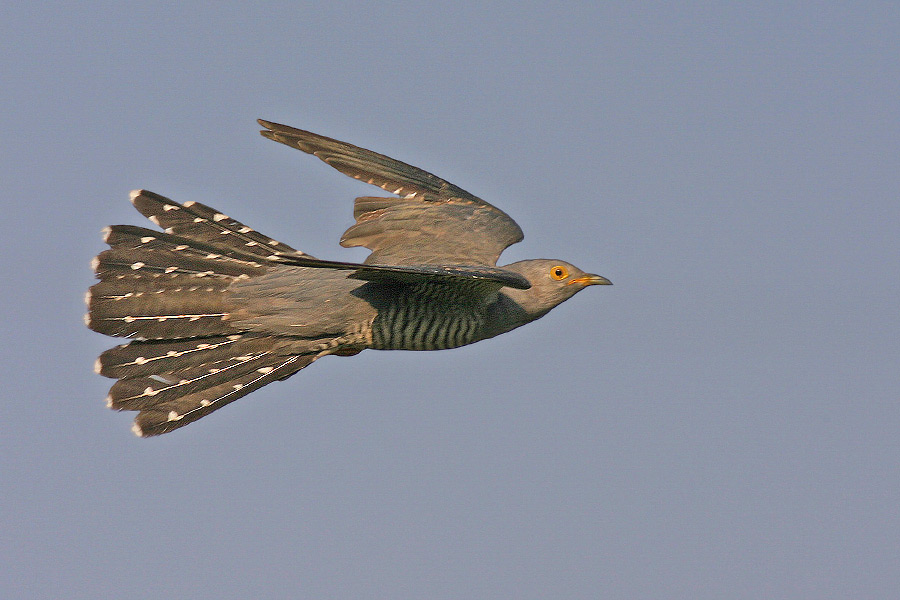
Männchen im Flug

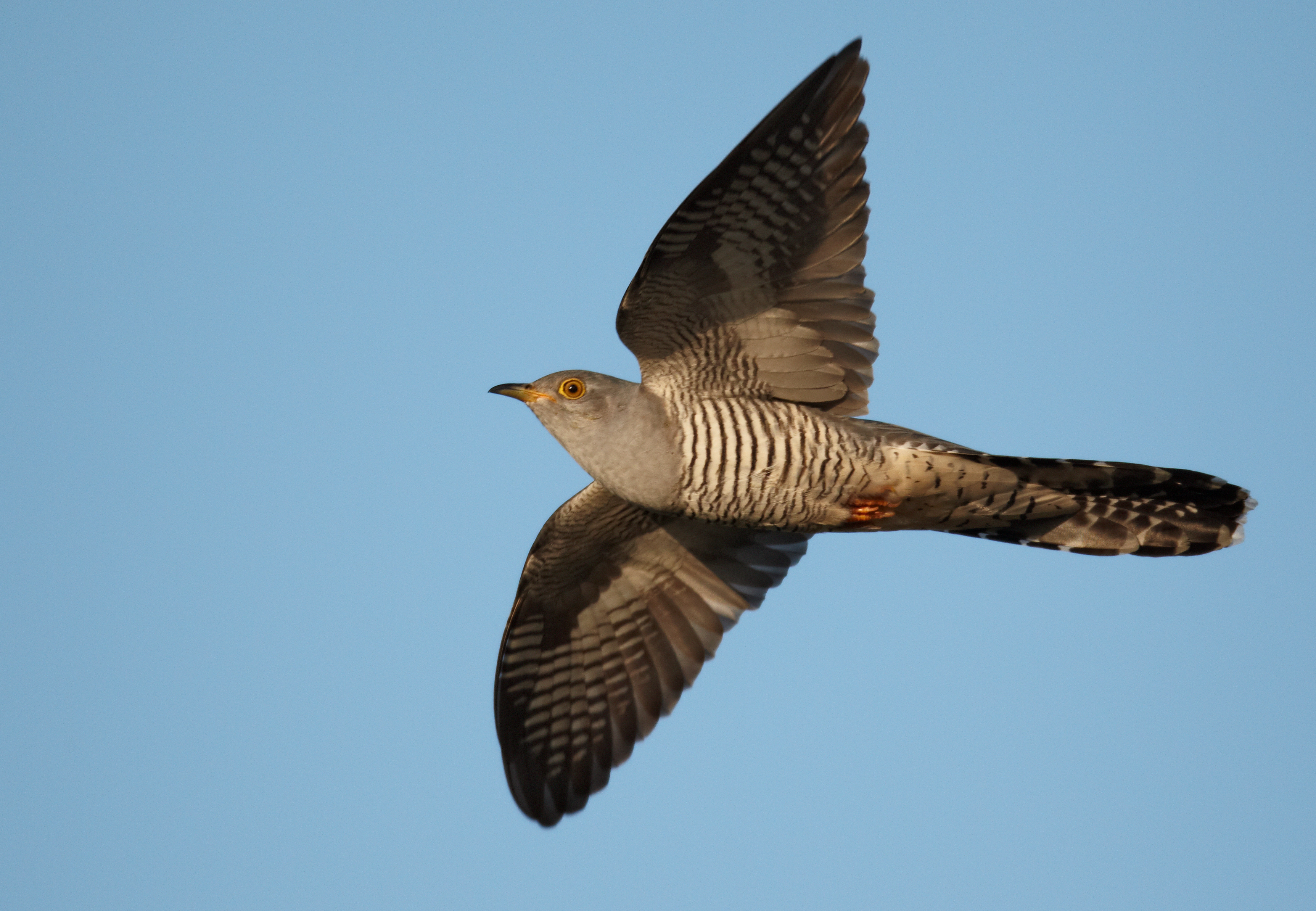
Kuckuck im Flug

Der Kuckuck ist bei einer Spannweite von 55 bis 60 Zentimetern und einer Körperlänge von 32 bis 34 Zentimetern fast so groß wie eine Turteltaube, jedoch zierlicher und schlanker. Das Gewicht des Männchens liegt bei 110–140 Gramm, das des Weibchens bei 95–115 Gramm. Die Flügel sind spitz und der abgerundete Schwanz ist 13 bis 15 Zentimeter lang. Im Flug sieht die Art einem Sperber ähnlich, hat jedoch spitzere Flügelenden. Im Sitzen wirkt der Kuckuck kurzbeinig. Der gestufte Schwanz wird dabei nicht selten gefächert und leicht angehoben, die Flügel werden oft etwas abgespreizt hängen gelassen.
Ausgewachsene Männchen sind auf der Oberseite schiefergrau. Die Oberschwanzdecken haben hellgraue, sehr dünne, schmale Endsäume. Das Kinn, die Kehle, die Halsseiten und die Vorderbrust sind einheitlich hellgrau und heller als die Oberseite, die übrige Unterseite ist weiß mit breiter graubrauner Bänderung. Die Unterschwanzdecken sind weiß bis isabellfarben. Der Schwanz ist dunkel schiefergrau mit deutlich abgetrenntem weißen Endsaum. Die Iris, der Lidring und die Schnabelbasis sind hellgelb. Neben dieser grauen Morphe kommt auch beim Männchen eine rotbraune vor, die der der Weibchen ähnlich ist.
Ausgewachsene Weibchen treten in zwei Farbmorphen auf. Die graue Morphe ähnelt den Männchen sehr, zeigt jedoch auf der Brust eine rostbeige bis gelbliche Tönung und eine dünne dunkle Querbänderung. Die braune Morphe ist seltener und auf der Oberseite sowie der Brust rostbraun. Das gesamte Gefieder ist dunkel quergebändert. Der Schwanz ist braun und dunkel gebändert und hat eine dünne weiße Endbinde. Die Iris, der Lidring und die Schnabelbasis sind hellbraun.
Die Jungvögel sind schiefergrau, teilweise mit rostbrauner Tönung. Das gesamte Gefieder ist dünn dunkel quergebändert. Die kleinen und großen Flügeldecken haben schmale weiße Säume. Die Iris ist dunkelbraun, der Lidring ist blassgelb, und die Schnabelbasis ist hell. Jungvögel können am weißen Fleck im Nacken erkannt werden.
Bei beiden Morphen und im Jugendkleid sind die Beine gelb und der Schnabel mit Ausnahme der Basis horngrau.
Das Aussehen des Kuckucks ähnelt dem des Sperbers oder des Turmfalken und ist eine Form von Mimikry, um den Wirtsvögeln die Anwesenheit eines Greifvogels vorzutäuschen und diese so von ihrem Nest zu vertreiben.

## Lautäußerungen

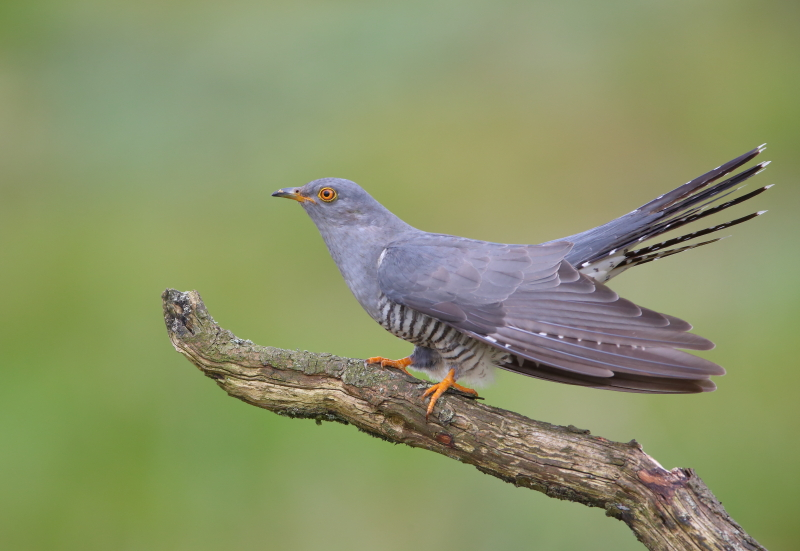
Kuckuck

Der Reviergesang des Männchens ist der namensgebende Ruf „gu-kuh“, wobei die erste Silbe betont wird. Dieser Kuckucksruf ist weit zu hören und wird von einer hohen Warte von April bis in den Juli hinein vorgetragen.
Die Tonhöhen der beiden Silben liegen meistens eine kleine Terz auseinander, das Intervall kann aber auch eine Sekunde bis eine Quinte betragen. Die Töne liegen zwischen den Halbtönen der Tonleiter und entsprechen etwa 678 Hz (e’’ ~ f’’) und 565 Hz (c♯’’ ~ d’’), wie aus den Rufen von sieben Kuckucksmännchen ermittelt wurde. Der Schnabel ist bei der ersten Silbe leicht geöffnet, bei der zweiten geschlossen. Die Pausen zwischen den Rufen hängen vom Erregungszustand des rufenden Männchens ab. Je erregter, desto kürzer die Pausen. Bei sehr hoher Erregung kann es auch zu mehrsilbigen, sich überschlagenden „kuckuckuck…“-Rufen kommen.

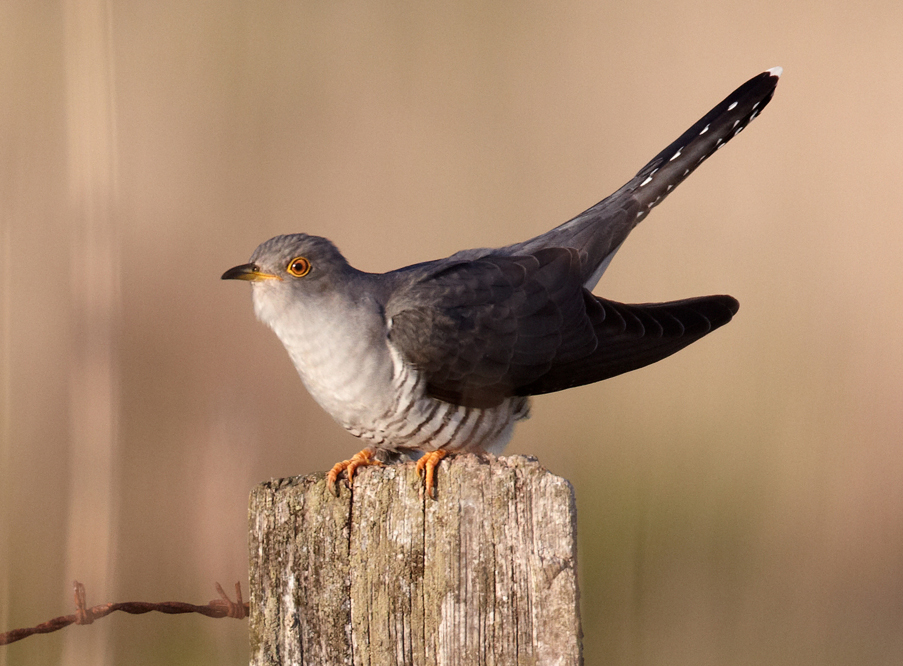
Kuckuck

Das Weibchen lässt bei Erregung zur Brutzeit einen trillerartigen Laut hören, der aus einer hart betonten, schnellen Folge von Tönen besteht und etwas an den Zwergtaucher erinnert. Seltener äußert es ein lautes Kichern, das etwa wie „hach hachhach“ klingt. Jungvögel betteln ab dem vierten Tag nach dem Schlupf mit „zisisis“ oder „srisrisri…“. Mit zunehmendem Alter wird dieser Bettelruf zu einem „gigigi…“. Bei Abwesenheit der Wirtseltern wird dann auch der Distanzbettelruf „ziii ziii“ oder „sriii sriii“ abgegeben.

## Lebensraum und Verbreitung

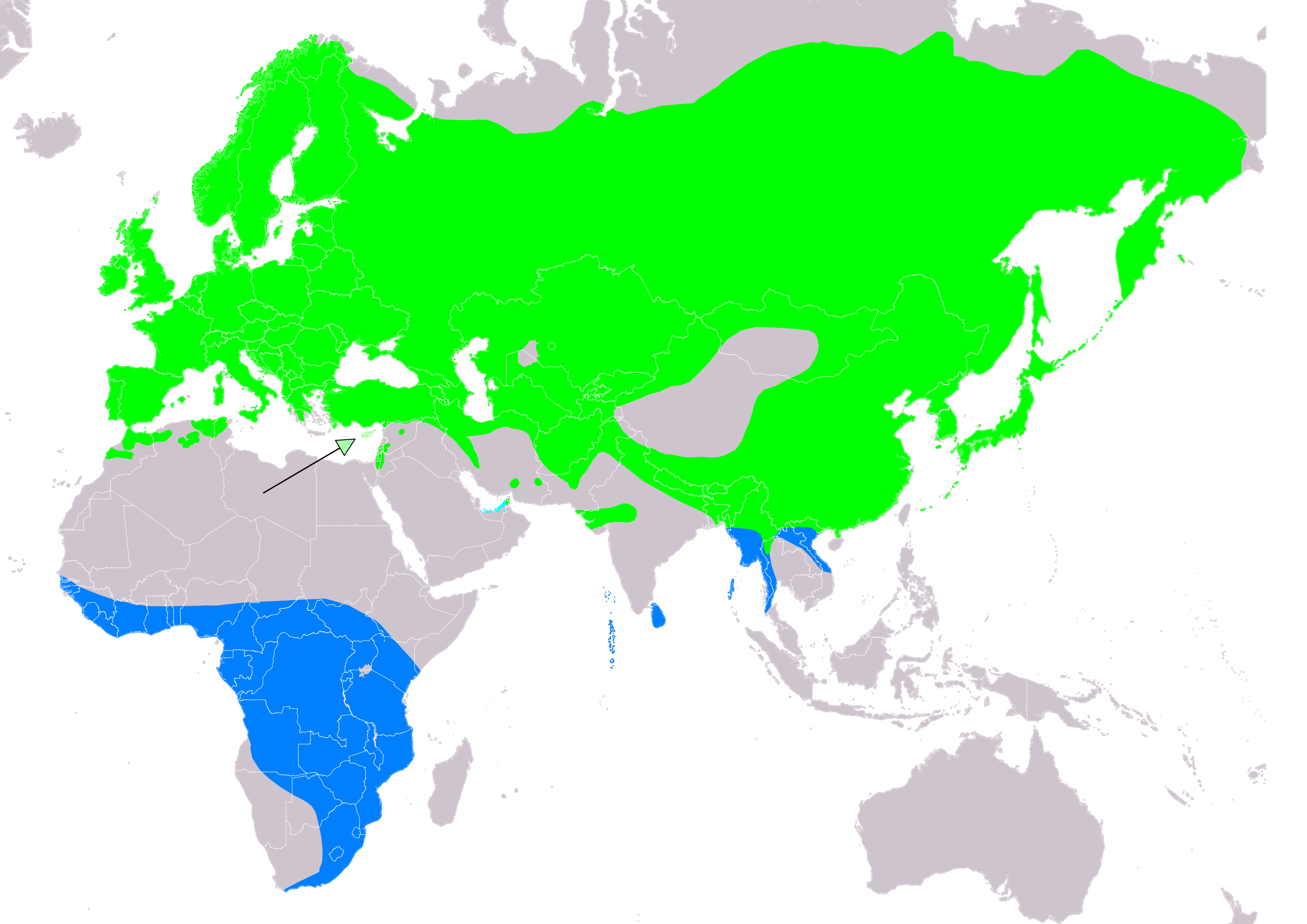
Verbreitung des Kuckucks:
Brutgebiete
Migration
Überwinterungsgebiete
Wahrscheinlich Brutgebiet

Der Kuckuck kommt in allen klimatischen Zonen der westlichen Paläarktis vor. Er bewohnt Kulturlandschaften ebenso wie Biotope oberhalb der Baumgrenze, die Dünen der Meeresküsten und fast alle Lebensräume dazwischen: lichte Laub- und Nadelwälder, Bruchwälder oder auch Hochmoore und Steppen. Er kommt nicht in der arktischen Tundra und in ausgedehnten dichten Wäldern vor. Dabei ist das Vorkommen der Vögel, die ihm bei der Fortpflanzung als Wirte dienen, ausschlaggebend. In seinem Lebensraum müssen ausreichende Kleinstrukturen wie Sträucher, Hecken, vereinzelte Bäume und Ansitzmöglichkeiten vorhanden sein. Er ist in der Schweiz bis in etwa 2400 Meter und in Indien in Ausnahmefällen in bis zu 5250 Meter Höhe nachgewiesen worden. Er kommt auch in den Randgebieten von Städten vor.
Der Kuckuck kommt in Eurasien von Westeuropa und Nordafrika bis Kamtschatka und Japan vor. Die Nominatform Cuculus c. canorus ist in ganz Europa mit Ausnahme von Island, dem äußersten Norden Skandinaviens und dem nordöstlichen Teil des Baltikums flächendeckend verbreitet. Die nördliche Verbreitungsgrenze der Art verläuft am Nordrand der Taiga vom Norden Norwegens bis Kamtschatka, ungefähr entlang des nördlichen Polarkreises. Östlich des kaspischen Meeres bis zum Balchaschsee ist der größte Teil Kasachstans nicht besiedelt, ebenso ein großer Bereich südwestlich des Baikalsees bis Kaschmir. Die südliche Verbreitungsgrenze bis zum Himalaja verläuft etwa entlang des 40. Breitengrades.

## Wanderung
Der Kuckuck ist ein Langstreckenzieher, er zieht überwiegend nachts. Sein Winterquartier liegt in Afrika südlich des Äquators. Dort hält er sich bevorzugt in der Nähe von Wasserläufen in tropischen Bereichen oder Savannen mit Akazienbestand auf. Alt- und Jungvögel verlassen Deutschland Anfang August und kehren meist in der zweiten Aprilhälfte zurück. Nach einer rund 7100 km langen Reise im Herbst mit Zwischenstopps in Polen, Ungarn und Griechenland für jeweils rund einen Monat und einem Überflug der Sahara im Gebiet zwischen Ägypten und Libyen überwintern die skandinavischen Kuckucke mit einem auf das reichliche Nahrungsangebot nach der Regenzeit in Afrika abgestimmten Kurs: Nach einer eineinhalb Monate dauernden Erholungsphase in der östlichen Sahelzone bleiben sie drei Monate in Waldgebieten des südwestlichen Zentralafrikas und starten im Februar zum 9100 km langen Flug in ihre Brutgebiete mit Zwischenstopps in Ghana, der Elfenbeinküste, Westafrika und Italien. Die Wanderungsbewegungen werden in jüngster Zeit auch mit Satellitentelemetrie näher untersucht.
Die Ankunftszeit bei der Rückkehr hängt von der geographischen Breite ab: In Südeuropa treffen die Kuckucke bereits im März, im Süden Skandinaviens dagegen erst Anfang Mai und im Norden Skandinaviens sogar erst im Juli im Brutgebiet ein. In Deutschland kommt der Kuckuck Mitte April bis Anfang Mai an, neben der Kernzeit der Ankunftsphase gibt es auch Frühankömmlinge ab Ende März, wobei die Ankunft von Jahr zu Jahr auch von den Temperaturen abhängt.

## Nahrung
Der Kuckuck frisst fast ausschließlich Insekten. Größtenteils werden Schmetterlingsraupen verzehrt, darunter auch behaarte und aposematisch gefärbte (Warnfarben tragende), die von anderen Vögeln nicht gefressen werden. Zu seiner Nahrung gehören auch Käfer, seltener werden Libellen, Heuschrecken, Ohrwürmer, Wanzen, Fliegen und Hautflügler erbeutet.
Weitere Nahrung sind Spinnen, Tausendfüßer, Regenwürmer, Schnecken, junge Frösche und Kröten. Weibchen verzehren auch die Eier möglicher Wirtsvögel. Die Nestlinge werden von den jeweiligen Wirtsvögeln mit einem breiten Spektrum an Nahrung gefüttert, je nachdem, womit diese normalerweise ihre eigenen Jungen füttern. Diese Nahrung besteht größtenteils aus Insekten, sie muss in jedem Fall größtenteils tierisch sein. Es gibt keine Nachweise dafür, dass nicht-insektenfressende Sperlingsvögel in Europa erfolgreich Jungvögel des Kuckucks aufgezogen haben.

## Fortpflanzung
Die Geschlechtsreife tritt im zweiten Lebensjahr ein. Die Art der Paarbindung ist bisher nicht eindeutig geklärt. Es handelt sich wahrscheinlich um Promiskuität, da es keine Beweise für eine längere monogame Paarbindung gibt.
Die adulten Kuckucke treffen meist nach den Wirtsvögeln in den Brutgebieten ein, sodass diese ihre Reviere bereits besetzt haben. Das Männchen ist meist über eine Woche vor dem Weibchen im Brutgebiet.

### Revier

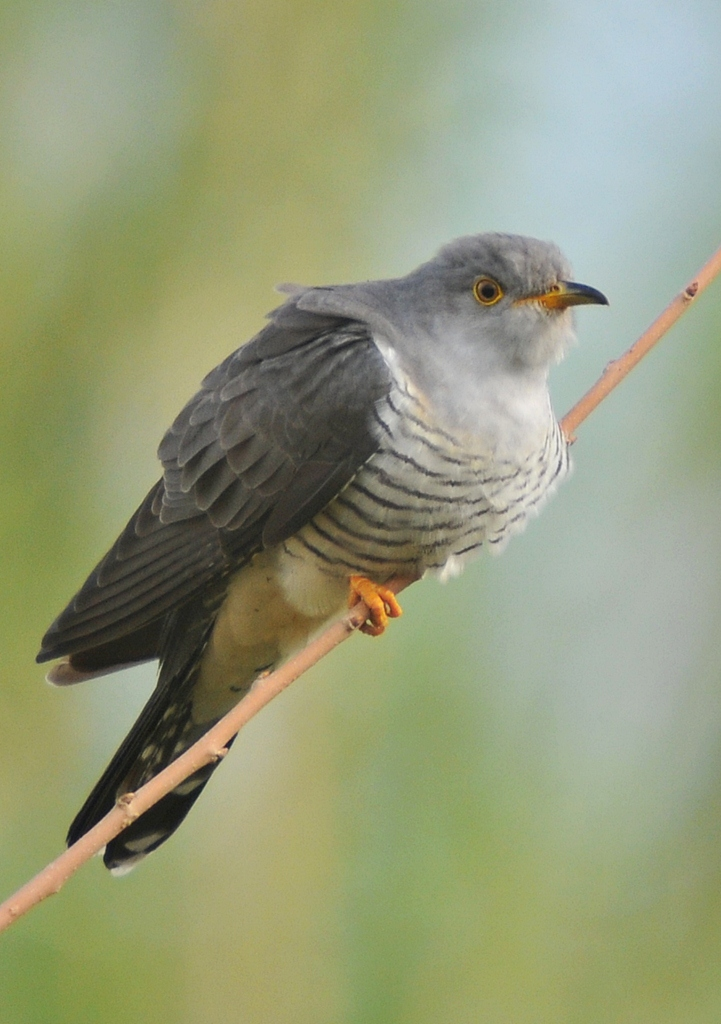

Männchen und Weibchen des Kuckucks sind territoriale Vögel. Männchen besetzen ein Revier, das etwa 30 Hektar groß ist und das sich mit dem anderer Männchen überlappen kann. Weibchen konkurrieren untereinander ebenfalls um Reviere, die ein großes Angebot an Nestern geeigneter Wirtsvögel anbieten und die eine ausreichende Dichte an Hecken und Bäumen haben, von denen aus das Kuckuckweibchen die Nester der Wirtsvögel ausspähen kann. In kleineren Gebieten, in denen die Nesteranzahl der Wirtsvögel nicht sehr hoch ist, kann ein einzelnes Weibchen durchaus ein Revier alleine besetzen. Typischerweise ziehen Gebiete mit einer großen Anzahl von potentiellen Wirtsnestern jedoch mehrere Kuckuckweibchen an, so dass einem einzelnen Weibchen die Verteidigung seines Reviers nicht möglich ist. Typischer ist deshalb, dass sich Reviere von Weibchen gleichfalls überschneiden und ein dominierendes Weibchen die meisten Eier legt. Dass Reviere nicht von einem einzelnen Weibchen besetzt werden, liegt auch daran, dass gute Brutreviere mit einer Vielzahl von potentiellen Wirtsrevieren nicht notwendigerweise auch die für Kuckucke geeignete Nahrung in ausreichender Menge anbieten. In einzelnen Regionen lag zwischen den Nahrungsgebieten und den Brutrevieren eine Distanz von 23 Kilometer. Ein Weibchen ist deshalb immer wieder für längere Zeit von seinem Brutrevier abwesend und kann in dieser Zeit sein Revier nicht verteidigen.
Stirbt ein dominantes Weibchen, wird sein Revier sehr schnell von einem anderen Weibchen übernommen, und einige der Wirtsnester werden von mehr als einem Kuckuckweibchen parasitiert.

### Balz
Männliche Kuckucke locken Weibchen mit dem Kuckucksruf. Bei Annäherung eines Weibchens werden die Pausen zwischen den Rufen kürzer. Das Männchen nickt mit dem Kopf, spreizt die Flügel ab, lässt sie hängen und fächert den Schwanz auf. Mit zunehmender Erregung und nach Verfolgungsflügen geht das Kopfnicken des Männchens in tiefe Verbeugungen mit dem ganzen Körper über. Ist das Weibchen sehr nahe, pendelt das Männchen mit dem erhobenen, nicht gefächerten Schwanz hin und her. Anschließend wird das Weibchen stumm über längere Zeit verfolgt, wobei erhöhte Sitzwarten angeflogen werden. Es kann auch zur Präsentation von Gras, kleinen Zweigen oder Raupen durch das Männchen kommen, die jedoch nicht dem Weibchen übergeben, sondern vor diesem abgelegt oder fallen gelassen werden. Ist das Weibchen zur Kopulation bereit, neigt es den Vorderkörper und bleibt während der Kopulation in dieser Haltung.

### Eiablage
Die Eiablage findet von Ende April bis Mitte Juli statt; sie fällt innerhalb dieser Spanne mit dem Höhepunkt der Eiablage der Wirtsvögel zusammen. Die Weibchen finden die Nester der Wirtsvögel durch Beobachtung. Sie sind häufig schon am Tag vor der Eiablage mehrfach in der Nähe der Wirtsvogelnester zu beobachten – sie prüfen dabei offenbar, wie weit die Eiablage im Wirtsvogelnest fortgeschritten ist. Kuckuckweibchen legen bevorzugt in Nester, die bereits ein Ei enthalten, da Wirtsvögel in der Regel Eier entfernen, wenn sie noch nicht selbst mit dem Gelege begonnen haben. Da einige Wirtsvögel mit der Brut beginnen, bevor sie ihr Gelege vervollständigt haben, muss das Kuckuckweibchen sein Ei früh genug ablegen, damit sein Nachwuchs möglichst vor den Nestgeschwistern schlüpft: Eier aus dem Wirtsnest zu befördern, ist für den jungen Kuckuck einfacher als die Beseitigung bereits geschlüpfter Nestgeschwister. Gleichzeitig ist der Nestling wegen seines Nahrungsbedarfs darauf angewiesen, allein von den Wirtsvögeln herangezogen zu werden. Etwa jeden zweiten Tag wird ein Ei in ein anderes Wirtsgelege gelegt. Nester geeigneter Wirtsvögel werden von Kuckucksweibchen auch geplündert, wenn deren Gelege bereits zu weit fortgeschritten ist, um noch ein Kuckucksjunges heranzuziehen. Mit diesem Verhalten, das nur bei Kuckuckweibchen beobachtet wird, bringen sie Wirtsvögel dazu, ein Zweitgelege anzulegen, was die Zahl der Nester, in die ein Kuckuckweibchen ein Ei legen könnte, erhöht.
Vor der eigentlichen Eiablage sitzt das Weibchen zwischen 30 und 150 Minuten regungslos auf einem Ast, der bis zu 100 Meter vom Wirtsvogelnest entfernt sein kann, um den geeigneten Moment für die Eiablage zu finden. Seine Eiablage erfolgt innerhalb von wenigen Sekunden und findet meist vom späten Nachmittag bis in die Dämmerung statt. Sobald ein Kuckucksweibchen im Nest landet, nimmt es eines der Eier des Wirtsvogels in den Schnabel, legt dann das Ei und fliegt wieder auf; dabei trägt es ein Ei des Wirtsvogels im Schnabel.
Das Weibchen legt bis zu 25, im Durchschnitt 9 Eier. In der Regel wird pro Wirtsnest nur ein Ei, selten zwei gelegt. Der Großteil aller Eier wird in die Nester einer Wirtsvogelart gelegt. Die Eier sind im Durchschnitt 22,73 × 16,34 mm groß, ermittelt an 1117 Eiern der Nominatform des Kuckucks. Damit sind sie meist etwas größer als die Eier der Wirtsvögel. In Färbung und Musterung gleichen die Kuckuckseier dem Gelege sehr gut, wie die folgenden Abbildungen von Gelegen mit Kuckuckseiern zeigen.

Gelege mit Kuckuckseiern. Das jeweils größte Ei ist das Kuckucksei.
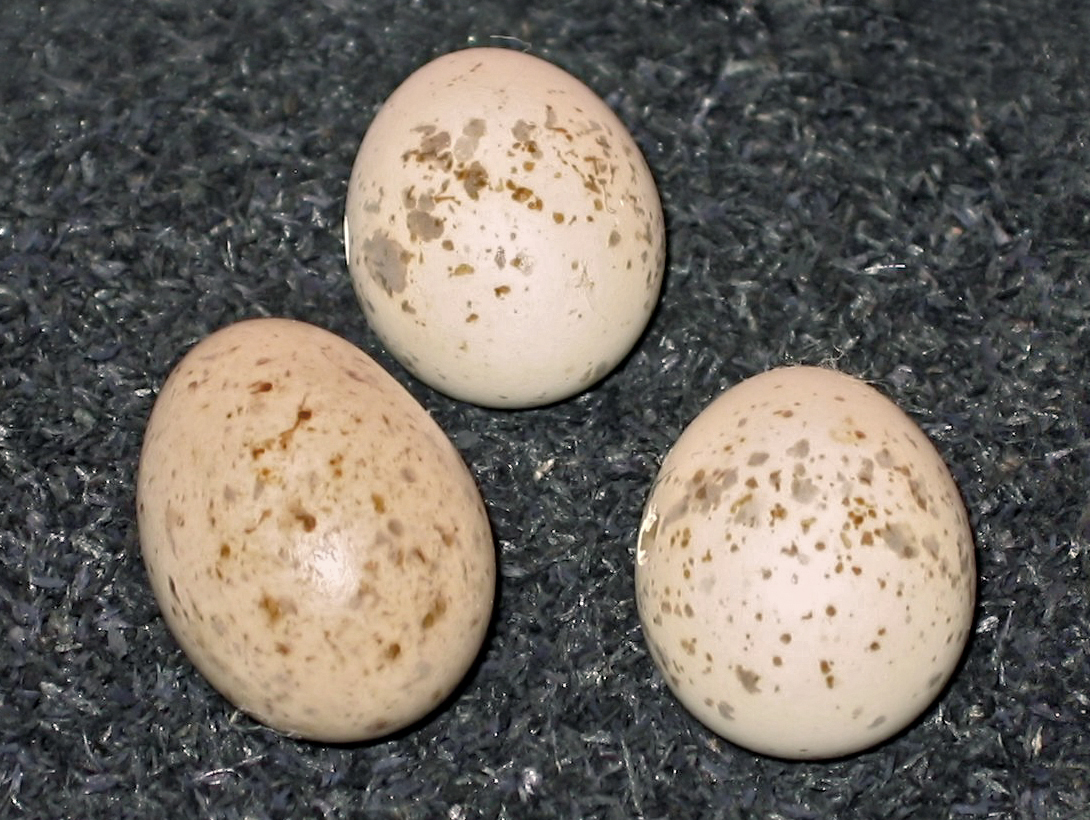
Neuntöter
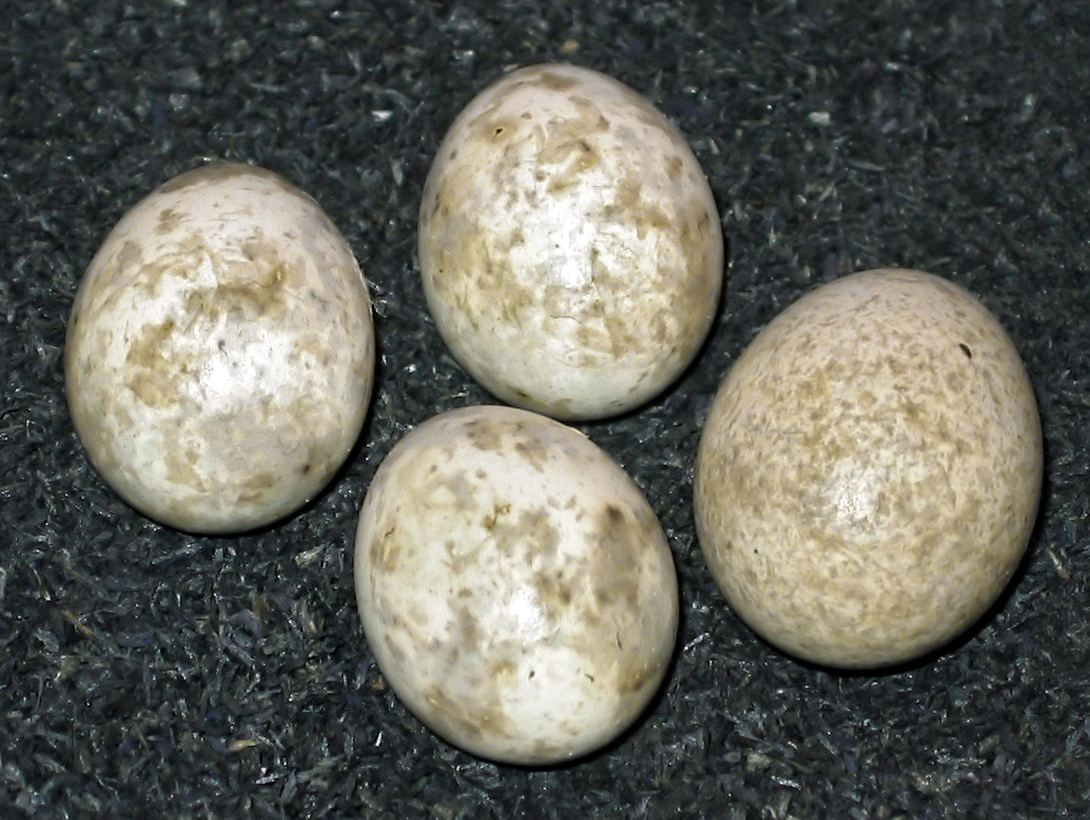
Gartengrasmücke
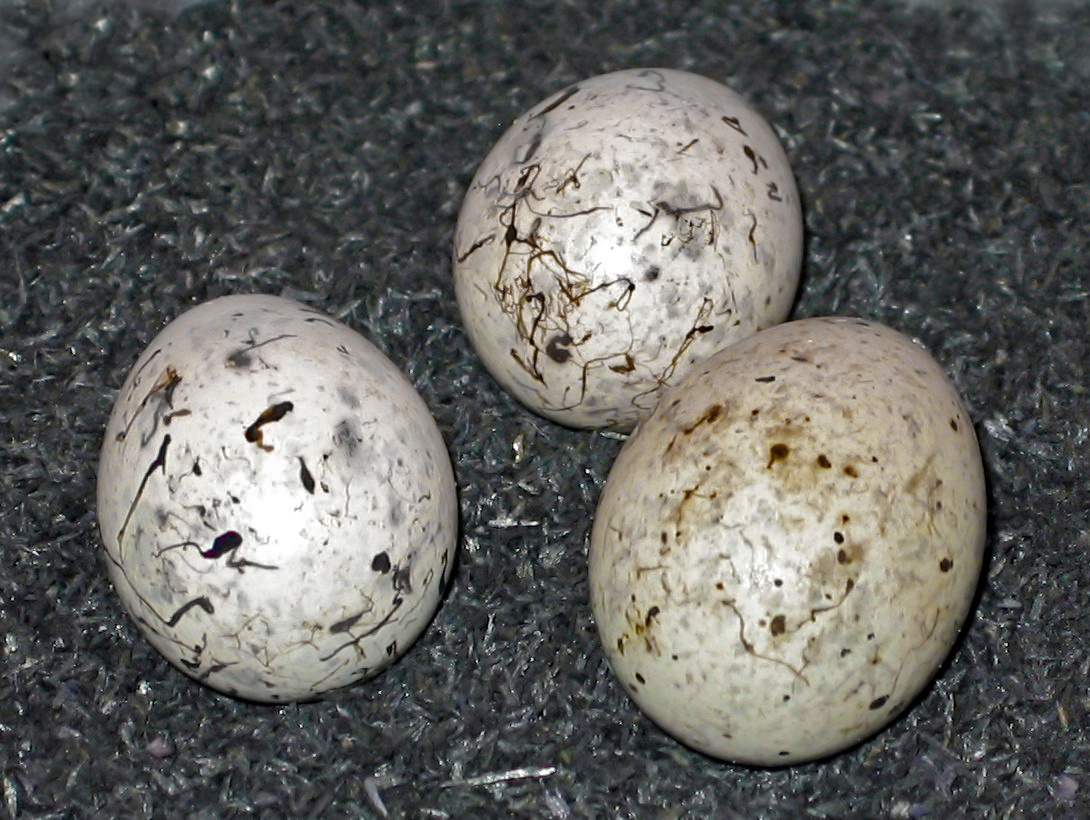
Goldammer
Gartenrotschwanz

Die Anpassung der Färbung der Kuckuckseier an den jeweiligen Wirt geschieht, indem die Pigmentierung der Eierschalen in ihrer chemischen Zusammensetzung (Biliverdin und Protoporphyrin in unterschiedlichen Anteilen) vom Kuckuck repliziert wird. Die Anpassung wird durch die starke Bevorzugung bestimmter Wirtsvogelarten durch die weiblichen Kuckucke aufrechterhalten. Es gibt wirtsspezifische weibliche Linien, jedoch keine wirtsspezifischen Rassen, da es bei den Männchen keine Wirtsspezifität gibt.
Wie es dem Kuckuckweibchen möglich ist, die gelegten Eier auf das Gelege abzustimmen, wurde im Fall der bläulichen Eier geklärt: Die Weibchen besitzen auf ihren W-Geschlechtschromosomen (wie bei anderen Vögeln besitzen Weibchen ZW-Chromosomen, Männchen ZZ-Chromosomen) sowohl die Präferenz für eine bestimmte Wirtsvogelart (z. B. den Gartenrotschwanz mit bläulichem Gelege) sowie die Färbung (bläulich) und Musterung (uniform) des Eies. Die Männchen tragen keine genetische Information bezüglich Eifarbe, Musterung und Wirtsart.
Wie neuere Untersuchungen ergeben haben, beginnt bei Kuckucken durch die Körpertemperatur des Kuckucksweibchens von ca. 40 Grad die Bebrütung des Eis bereits im Mutterleib. Dadurch haben die Kuckucksküken bis zu 31 Stunden Vorsprung vor den Jungen der Wirtsart.
Die Schale der Kuckuckseier ist für gewöhnlich dicker als die der Wirtsvogeleier. Das hat den Vorteil, dass es (vor allem kleineren) Wirtsvogelarten, wenn sie das Ei identifiziert haben, schwerer fällt, ein Loch hineinzuhacken, um es dann aus dem Nest zu befördern, bedeutet jedoch zugleich, dass das Kuckucksküken trotz eines kräftigen Eizahns bereits beim Schlüpfen eine enorme Kraftanstrengung vollbringt.

### Wirtsvogelarten
Bevorzugte Wirte des Kuckucks sind Rohrsänger, Grasmücken, Pieper, Bachstelzen, Braunellen, Neuntöter, Zaunkönig und Rotschwänze. Insgesamt sind in Mitteleuropa über 100 Wirtsvogelarten bekannt, von denen aber nur bei 45 eine erfolgreiche Aufzucht stattfindet, die anderen sind Fehlwirte. In acht Regionen Europas wurden die Wirtsvogelarten genau dokumentiert, dabei ergeben sich regionale Unterschiede bei den bevorzugten Wirtsvögeln:

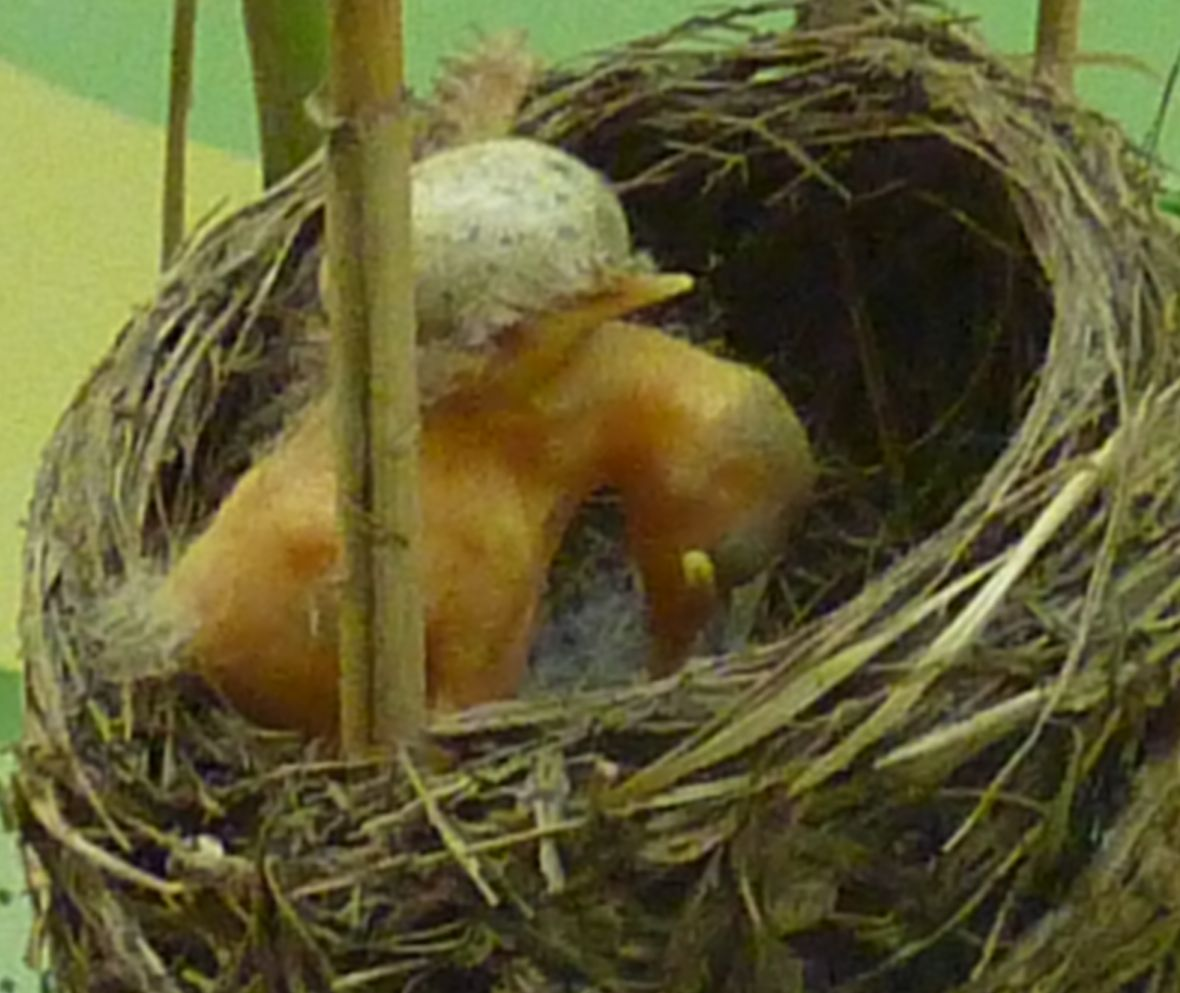
Ein Kuckucksnestling entfernt ein Ei aus dem Gelege seiner Wirtsvögel

- Großbritannien: Zwischen 1939 und 1982 wurden 1145 parasitierte Nester untersucht. 90 % der Nester gehörten zu fünf verschiedenen Arten, dabei wurde in Feuchtgebieten der Rohrsänger bevorzugt, in Heide- und Moorgebieten der Wiesenpieper, in Wald- und heckenbestandenen Agrarflächen das Rotkehlchen und die Heckenbraunelle sowie die Bachstelze in offenen Regionen.[36]
- Finnland: Die wichtigsten Wirtsvogelarten waren Gartenrotschwanz, Bachstelze, Bergfink, Fitis und Zilpzalp. Gemeinsam waren sie bei 369 untersuchten Nestern in 60 % der Fälle die Wirtsvogelart.[36]
- Schweden: Bachstelze, Wiesenpieper, Baumpieper, Dorngrasmücke und Gartenrotschwanz (zusammen 64 % von 222 parasitierten Nestern).[37]
- Norwegen: Wiesenpieper (89 % von 27 untersuchten Nestern).[37]
- Deutschland: Neuntöter, Bachstelze, Zaunkönig, Gartengrasmücke und Sperbergrasmücke (zusammen 88 % von 925 parasitierten Nestern).[37]
- Frankreich: Bachstelze, Rotkehlchen, Heckenbraunelle, Zaunkönig und Teichrohrsänger (76 % von 46 parasitierten Nestern)[37]
- Tschechien und Slowenien: Rotkehlchen, Teichrohrsänger und Bachstelze (70 % von 1870 parasitierten Nestern)[37]
- Russland: Bachstelze, Gartenrotschwanz und Drosselrohrsänger (53 % von 477 parasitierten Nestern)[37]

Die Größe der Wirtsvogelarten variiert damit im Fall des Zaunkönigs von einer Körperlänge von 11 Zentimeter und einem Gewicht von 8 Gramm bis hin zu einer Körperlänge von 17 bis 19 Zentimeter und einem Gewicht von 32 Gramm im Fall von Neuntöter und Drosselrohrsänger. Sie sind damit alle wesentlich kleiner als der Kuckuck mit seinen durchschnittlich 33 Zentimeter Körperlänge und Gewicht von 110 Gramm. Alle Wirtsvogelarten sind Insektenfresser.
In 10 bis 30 % der Fälle werden parasitierte Gelege von den Wirtsvögeln aufgegeben. Wirtsvogelarten zeigen auch ein aggressives Verhalten gegenüber dem Kuckuck. Ausgewachsene Teichrohrsänger beispielsweise greifen Kuckucke in Nestnähe an und reißen ihnen beispielsweise Federn aus. Dieses aggressive Verhalten lässt dann nach, wenn die Jungvögel des Teichrohrsängers ausgeflogen sind. Vom noch größeren und wehrhafteren Drosselrohrsänger wie auch Würgerarten weiß man, dass sie Kuckucksweibchen auch erheblich oder in Einzelfällen tödlich verletzen bzw. ertränken können.
Da anscheinend einige Wirtsvogelarten effiziente Abwehrmechanismen entwickelt haben und Kuckuckseier häufig identifizieren, werden sie, obwohl in der Vergangenheit häufig heimgesucht, im überwiegenden Verbreitungsgebiet des Kuckucks kaum noch parasitiert, wie z. B. Mönchsgrasmücken, Neuntöter, Zilpzalpe oder Goldammern.

### Parasitierungsgrad

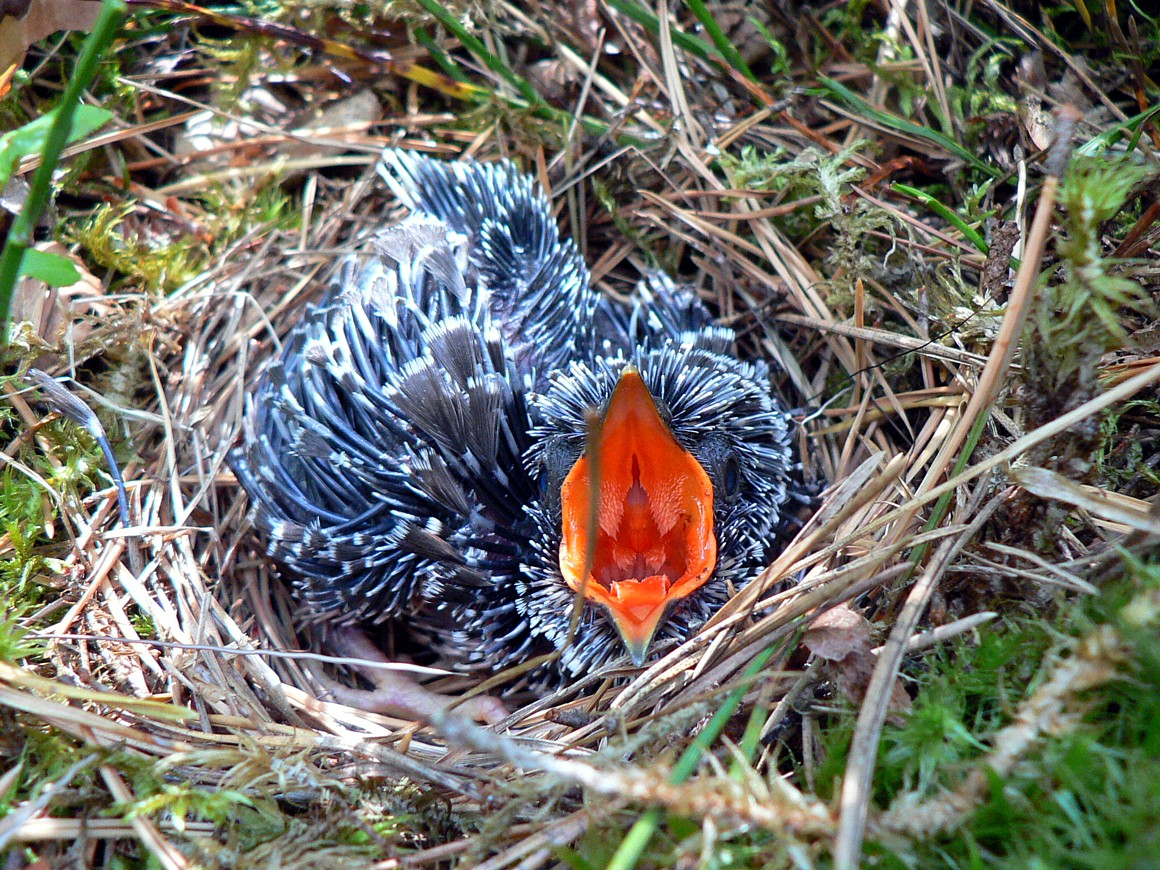
Junger Kuckuck im Nest eines Baumpiepers

Der Kuckuck ist kein häufiger Vogel, so dass grundsätzlich der Anteil der vom Kuckuck parasitierten Nester verhältnismäßig klein ist. Nur bei den Hauptwirten enthalten mehr als 1 % der Nester auch ein Kuckucksei. Für ganz Großbritannien beträgt beispielsweise der Parasitierungsgrad bei Teichrohrsängern 5 % (bei 6927 untersuchten Nestern), 2 % bei der Heckenbraunelle (von 23.352 untersuchten Nestern), 3 % bei Wiesenpiepern (von 5331 untersuchten Nestern) und weniger als 0,5 % bei Rotkehlchen (12.917 untersuchte Nester) und Bachstelzen (4945 untersuchte Nester).
Da Kuckucke regional unterschiedlich häufig vorkommen, kann der Parasitierungsgrad in einzelnen Regionen sehr viel höher sein. So werden im Süden von Wales Nester von Teichrohrsängern so gut wie nie parasitiert, in den Feuchtgebieten im Osten von England kann der Parasitierungsgrad von Teichrohrsängernestern dagegen 20 Prozent betragen. Im Süden von Finnland wurden zwischen 1975 und 1983 bei 430 gefundenen Nestern des Gartenrotschwanz ein Parasitierungsgrad von 44 Prozent festgestellt. Ähnlich hoch war der Parasitierungsgrad beim Drosselrohrsänger entlang eines 20 Kilometer langen Flussabschnittes des Körös in Ungarn (Untersuchungszeitraum 1935 bis 1944, 504 Nester). Von 1970 bis 1980 wurden in einem Gebiet bei Hamburg im Mittel 16,4 % aller Nester des Sumpfrohrsängers parasitiert, minimal in einem Jahr 5,3 %, maximal 20 %. Sumpfrohrsänger sind auch diejenigen Wirtsvögel, die am häufigsten ihnen untergeschobene Kuckuckseier als solche erkennen und aus dem Nest entfernen (nach Untersuchungen in Südmähren hatte der Kuckuck bei dieser Vogelart nur einen Bruterfolg von 4 %). Ein geschlüpftes, im Nest sitzendes Kuckucksküken wird – anders als Eier, die mitunter entfernt werden – kaum jemals abgelehnt; mitunter werden Jungkuckucke von Pflegeeltern, v. a. dem Teichrohrsänger, verlassen, da deren Küken das Nest nach elf Tagen verlassen würden, der Kuckuck jedoch mindestens 18 Tage benötigt. Nach Verlassen des Nests kann es vorkommen, dass der Jungkuckuck von den Pflegeeltern als Feind attackiert wird; sobald er jedoch seine Bettelrufe einsetzt, wird er wieder mit Nahrung versorgt.

### Schlupf und Aufzucht der Jungvögel

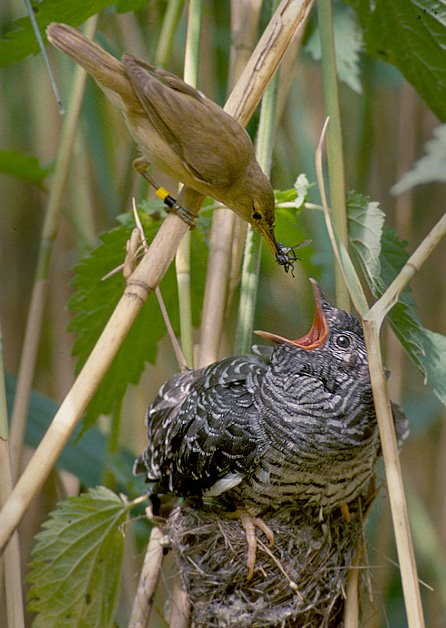
Der junge Kuckuck wird zum Teil deutlich größer als seine Pflegeeltern, hier ein Teichrohrsänger

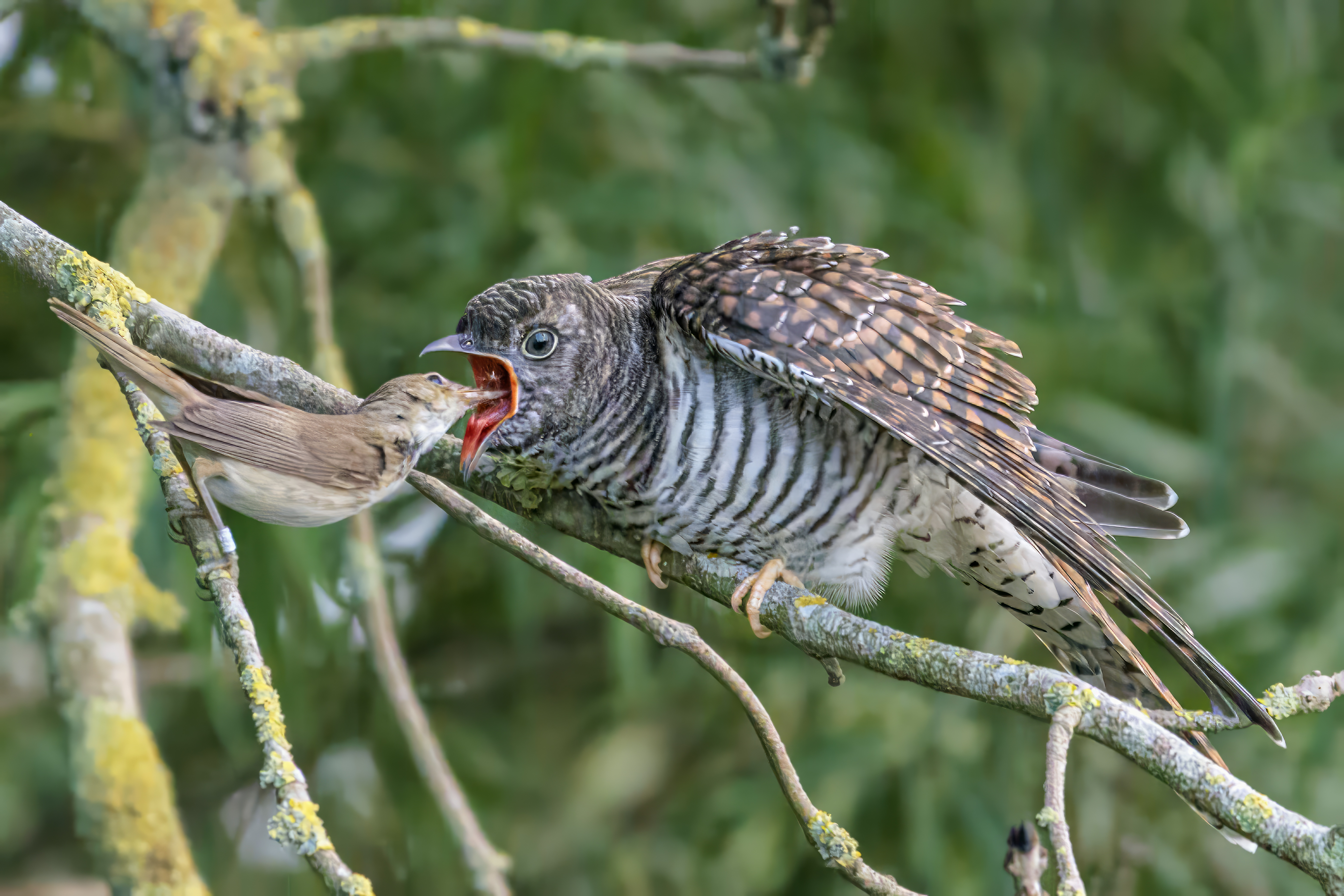
Teichrohrsänger füttert einen jungen Kuckuck

Nach einer sehr kurzen Brutzeit von etwa zwölf Tagen schlüpft der junge Kuckuck. Meistens schlüpft er vor den Jungen des Wirtes, selten sind schon einzelne oder weitaus seltener alle Jungen des Wirts geschlüpft. Etwa acht bis zehn Stunden nach dem Schlupf bewegt sich der junge Kuckuck im Nest hin und her, bis ein Ei oder Jungvogel an eine Seite des Nests geschoben ist. Dies wird durch seine besonders berührungsempfindliche Grube auf dem Rücken zwischen den Schultern und durch ausgestreckte Flügel unterstützt. Er spreizt dann die kräftigen Beine und krümmt den Kopf nach vorn, so dass dieser beinahe seinen Bauch berührt, oder stützt sich am Innenrand des Nestes ab. So schiebt er das Ei oder den Jungvogel langsam über den Nestrand. Dabei scheint der junge Kuckuck anzuschwellen, die Venen am Hals und an den Flügeln treten deutlich hervor. Der Kopf zuckt dabei ruckartig vor und zurück. Der junge Kuckuck macht zwischen diesen Anstrengungen immer wieder kurze Pausen. Wenn der Nestrand erreicht ist, werden die Flügel auf den Rand gelegt und das Ei oder der Jungvogel des Wirts wird mit einem kurzen, schüttelnden Ruck über den Nestrand geschoben. Der ganze Vorgang dauert etwa dreieinhalb Minuten und wird so lange wiederholt, bis der junge Kuckuck schließlich alleine im Nest übrig bleibt. Dieses Verhalten dauert meistens die ersten zwei bis vier Tage im Leben eines Kuckuckskükens an, selten bis zu sieben Tage nach dem Schlüpfen. Die Tiefe des Nestnapfs spielt dabei nur eine Rolle, wenn die Wände sehr steil abfallen. Diese kräftezehrende Tätigkeit fordert dem Kuckucksnestling viel ab: Er nimmt während dieser Zeit wenig Futter zu sich und riskiert vor allem bei offenen Nestern, selbst herauszufallen. Er wächst langsamer und wird einen Tag später flügge.
Für den Kuckucksnestling ist dabei aber nicht unproblematisch, dass bei den meisten Vogeleltern die Menge der herangeschafften Nahrung von der Anzahl der im Nest aufgesperrten Schnäbel abhängt, dem Schlüsselreiz, der die Fütterung auslöst. Der Kuckucksnestling muss die fehlenden Nestgeschwister durch schnelle Rufe imitieren um auch deren Futter zu erhalten. Nach anderen Untersuchungen kann ein Kuckucksküken als einziger Nestinsasse eher nicht mehr Nahrung bekommen, obwohl er nicht teilen müsse. Vielmehr werden die Jungvögel vieler Wirtsarten schon bei einer geringeren Körpergröße flügge und verlassen das Nest entsprechend früher. Außerhalb des Nests würden sie noch weiterversorgt, nicht aber der zurückbleibende Jungkuckuck.
Die schnellen Rufe setzen ab einem Alter von etwa vier Tagen ein und werden ab dem siebten Tag stärker. Der große orangerote Rachen des Kuckucksnestlings übt eine starke Reizwirkung aus. Mitunter beteiligen sich sogar weitere Vögel anderer Arten an der Fütterung. Ab etwa 11 Tagen wird der junge Kuckuck zunehmend aktiver und dreht sich ab dem 16. Tag bei den Fütterungen auch zu den Wirtseltern hin. Nach etwa 20 Tagen wird der Jungvogel flügge, dann fliegt er den Wirtseltern entgegen und wird noch mehrere Wochen außerhalb des Nests gefüttert. Es kommt vor, dass es den hinausgeworfenen oder an den Nestrand beförderten Wirtsvogelküken gelingt, wieder in die Nestmulde zurückklettern, oder der Jungkuckuck kann aufgrund steil ausgeformter Nester, Höhlennester oder Bruten in Nistkästen die Wirtsvogeleier bzw. die geschlüpften Nestlinge nur teilweise oder überhaupt nicht aus dem Nest entfernen. Dann wachsen junge Kuckucke, wenn sie die Nahrung mit Stiefgeschwistern teilen müssen, auch entsprechend langsamer, fliegen bis zu vier Tage später aus und haben ein geringeres Gewicht. Entsprechend höher sind in diesen Fällen auch die Verluste.

## Innere Systematik
Es gibt vier, nur wenig differenzierte Unterarten:
- Cuculus c. canorus (Linnaeus, 1758) kommt in der Nordpaläarktis bis nach Ostsibirien, Kamtschatka und Japan vor, hat eine Flügellänge von 218–233 mm (durchschnittlich 224,8 mm)
- Cuculus c. bangsii (Oberholser, 1919) kommt auf der Iberischen Halbinsel, den Balearen und in Nordafrika vor, hat eine kleinere Flügellänge (203–217 mm) als C. c. canorus
- Cuculus c. subtelephonus (Zarudny, 1914) kommt in Zentralasien vom Kaspischen Meer nach Osten bis zur inneren Mongolei vor, hat etwa die gleiche Flügellänge wie C. c. canorus, jedoch vor allem im Jugendkleid ein blasseres Gefieder
- Cuculus c. bakeri (Hartert, 1912) kommt im Südhimalaya von Tibet bis nach Sichuan, Yunnan und Nordvietnam in Südostasien vor, ist im Durchschnitt (221,7 mm) etwas kurzflügeliger als C. c. canorus[49]

## Bestand und Bestandsentwicklung
In Europa wird der Bestand der Nominatform auf 4,2 bis 8,6 Millionen Brutpaare geschätzt. Der Bestand in Mitteleuropa beträgt etwa 360.000 bis 550.000 Paare. Zwischen 42.000 und 69.000 Paare leben in Deutschland.
Es sind nur wenige Bestandserfassungen über längere Zeiträume vorhanden, die Bestandsschwankungen hängen jedoch mit denen der Wirtsvögel zusammen. Lokale Bestände können von Jahr zu Jahr um über 100 % schwanken.
Nahezu alle Länder West- und Mitteleuropas melden seit längerem rückläufige Bestände. In England verringerte sich der Bestand in den letzten 30 Jahren um fast 60 Prozent. Auch in einigen Teilen Deutschlands ist der Kuckuck seltener geworden. Lediglich im östlichen Europa scheint der Bestand noch stabil zu sein.

## Gefährdung und Schutz

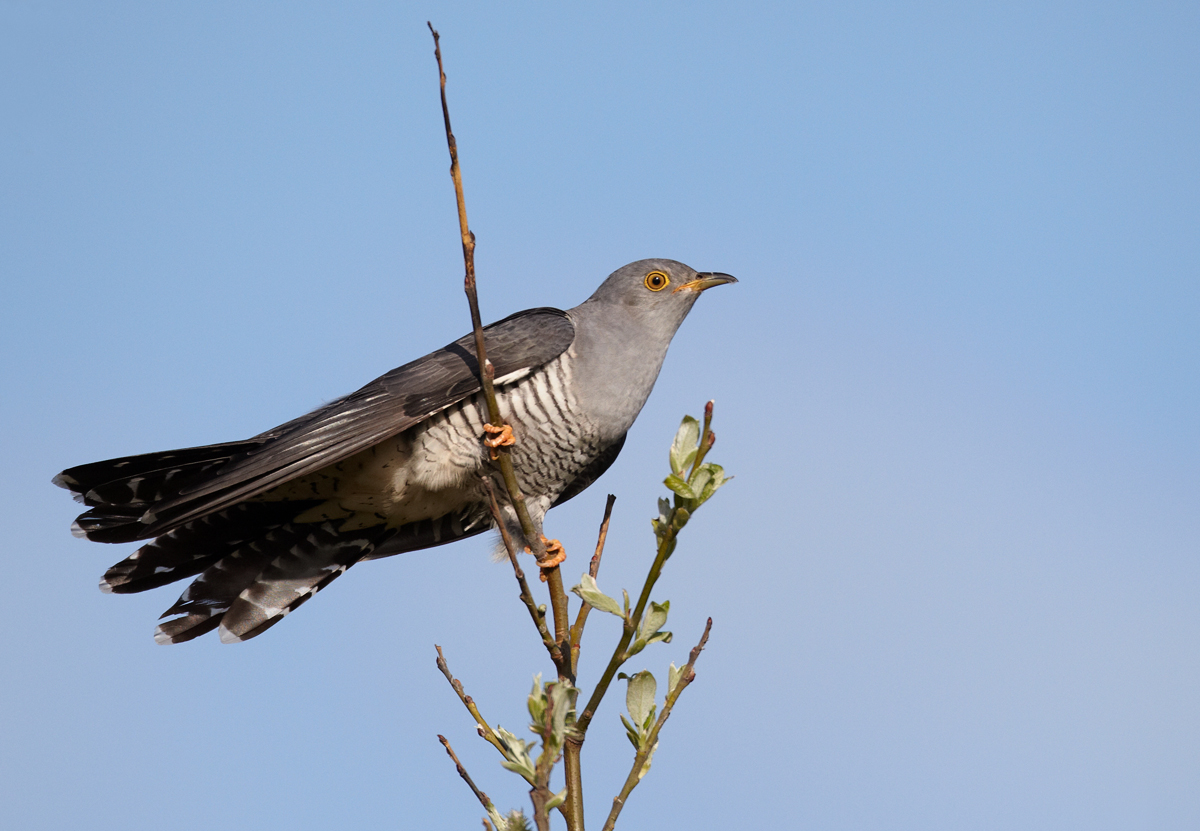
Kuckuck

Die Rote Liste der Brutvögel Deutschlands stuft die Art als „gefährdet“ (Stufe 3) ein. Die IUCN gibt den weltweiten Status mit Least Concern (= nicht gefährdet) an. In der Roten Liste der gefährdeten Brutvögel von Niedersachsen und Bremen wurde der Kuckuck als gefährdet eingestuft.
Die Hauptursache für den Rückgang des Kuckucks ist die Ausdünnung der Bestände seiner Wirtsvögel. Dies ist eine Folge der Zerstörung und des Verlusts der Lebensräume durch Ausräumung der Agrarlandschaft. Weiterhin wirkt sich der starke Rückgang von Schmetterlingen und Maikäfern durch zunehmenden Einsatz von Pestiziden und der Verlust von Lebensräumen und Nahrungspflanzen negativ auf den Kuckucksbestand aus.
Mögliche Schutzmaßnahmen sind die Extensivierung der Landwirtschaft, Ausgleichsmaßnahmen bei Verbrauch von Lebensräumen, der Schutz oder die Wiederherstellung von vielfältigen Randstrukturen und blütenreichen Säumen in der Agrarlandschaft und die Einschränkung des Einsatzes von Bioziden, damit sich die Bestände der Wirtsvögel und der Nahrungstiere erholen können.
Der Klimawandel könnte sich ebenfalls negativ auf die Bestandsentwicklung des Kuckucks auswirken. Einige seiner Wirtsvögel, wie z. B. der Hausrotschwanz und das Rotkehlchen, brüten früher als bisher, da bei diesen Arten der Zeitpunkt des Zuges und vor allem der Brutbeginn von der Temperatur abhängt. Der Kuckuck behält aber seine Zugzeiten bei, da er sich als Langstreckenzieher vor allem an der Tageslänge orientiert. Dadurch findet er nur schwer Nester, die am Anfang der Brut stehen. Das ist für die Aufzucht seiner Brut aber notwendig. Der junge Kuckuck muss möglichst als Erster schlüpfen, um die anderen Eier seiner Wirtsvögel aus dem Nest werfen zu können.

## Kulturgeschichte

### Mythologie
In der griechischen Mythologie ist der Kuckuck mit der Göttin Hera verbunden.

### Wissenschaftsgeschichte
Griechische Naturphilosophen haben bereits 400 v. Chr. den Brutparasitismus des Kuckucks kommentiert, der griechische Komödiendichter Aristophanes nannte in seinem Stück Die Wolken (Nephelai) seine fiktive Stadt, in der alle ohne Pflichten und Sorgen leben, sogar Wolkenkuckucksland (Nephelococcygia). Auch in der altenglischen Dichtung finden sich Anspielungen auf den Kuckuck. So enthält das Exeter Book aus dem 10. Jahrhundert unter anderem ein Rätsel, das auf den Kuckuck anspielt und auf die Tatsache, dass er nicht von den eigenen Eltern herangezogen wird. Für Geoffrey Chaucer ist in dem Gedicht The Parlament of Foules (ca. 1382) der junge Kuckuck ein Symbol für Gier. Bei John Clanvowe, einem weiteren englischen Dichter des 14. Jahrhunderts, steht der Kuckuck, der ohne elterliche Fürsorge aufwächst, für ein Leben ohne Liebe. In der englischen Sprache steht to cuckold für den von der Ehefrau betrogenen Mann, entsprechend wird der Kuckuck häufig von Shakespeare erwähnt, wenn er auf Ehebruch anspielen möchte.

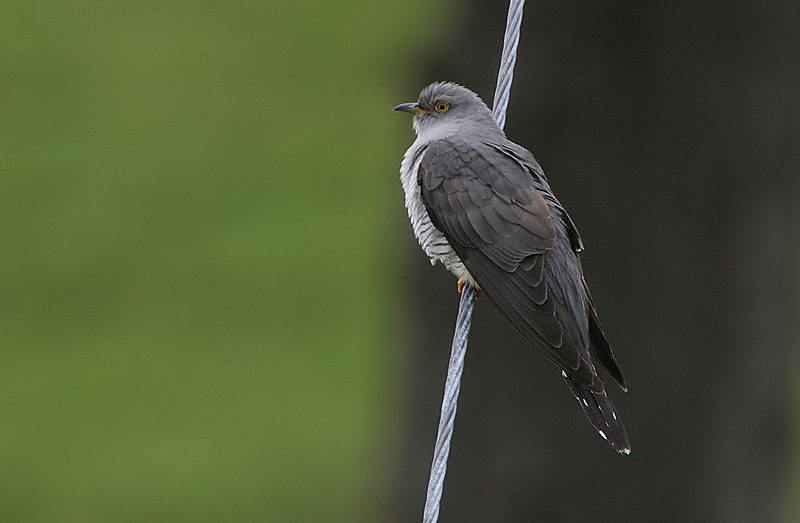

Sehr früh wurde von europäischen Naturkundlern die Gründe für das Verhalten des Kuckucks hinterfragt. Der englische Kleriker Edward Topsell erklärte 1614 in seinem The Fowles of Heaven den Brutparasitismus des Kuckucks mit dem wundersamen Wirken Gottes. Die fehlenden elterlichen Instinkte dieser Vogelart habe der Schöpfer in seiner gütigen Weise dadurch ausgeglichen, dass andere Vögel für ihn die Aufgabe übernehmen würden, seine Jungen groß zu ziehen. Der französische Anatom François David Hérissant (1752) und der britische Pfarrer und Ornithologe Gilbert White (1789) konnten sich die fehlende elterliche Fürsorge des Kuckucks nur durch einen anatomischen Defekt erklären, der es dem Kuckuck unmöglich mache, seine Eier selbst auszubrüten. Der englische Landarzt Edward Jenner, an den heute vor allem erinnert wird, weil er die moderne Schutzimpfung gegen Pocken entwickelte, widerlegte diese These allerdings 1788 durch ein praktisches Experiment. Er schob einem Kuckucksnestling, der im Nest einer Heckenbraunelle heranwuchs, zwei angebrütete Eier der Bachstelze unter. Diese schlüpften erfolgreich, was Jenner als Beleg einstufte, dass der Kuckuck anatomisch sehr wohl in der Lage sei, Eier auszubrüten. Jenner, der auch der erste war, der feststellte, dass Kuckucknestlinge die Eier und Jungvögel der Wirtseltern aus dem Nest entfernen, argumentierte deshalb, dass der Kuckuck sich eine zu kurze Zeit in seinen Sommerquartieren aufhalte, um erfolgreich selbst Junge großziehen zu können. In Marschland um Cambridge halte sich der Kuckuck nach seiner Eiablage nur noch sechs Wochen auf, bis er in sein Winterquartier aufbreche. Es würden aber vom Ei bis zum selbständigen Jungvogel acht Wochen vergehen.
Bereits 1824 argumentierte der Naturforscher John Blackwall dagegen, dass die frühe Migration des Kuckucks eher eine Folge des Brutparasitismus sei als seine Ursache, und wies auch darauf hin, dass das Herausbefördern von anderen Eiern und Jungvögeln durch den frisch geschlüpften Kuckuck bei einem Brutparasiten ein sinnvolles Verhalten sei. Die Entstehung dieses Verhaltens vermochte er dagegen nicht zu erklären. Dies blieb Charles Darwin vorbehalten, der im achten Kapitel in seinem 1859 veröffentlichten Hauptwerk Über die Entstehung der Arten das Verhalten des Kuckucks aus einer evolutionären Entwicklung heraus erklärte. Er wies auch auf die positiven Folgen des Brutparasitismus hin: Der von elterlicher Fürsorge befreite Kuckuck kann früher seine Sommergebiete verlassen und der Jungvogel wächst ohne Nahrungskonkurrenten heran. Darwin argumentierte auch, dass die Akzeptanz des Kuckuckseis durch den Wirtsvogel ein fehlgeleiteter Instinkt sei.
Der Ähnlichkeit zwischen dem Ei des Kuckucks und den Eiern des Wirtsvogels ist man sich mindestens seit dem 18. Jahrhundert bewusst. Gegen Ende des 19. Jahrhunderts versuchte man zu klären, ob die Kuckucksweibchen in der Lage sind, die Farbe ihrer Eier anzupassen, oder ob sie wie andere Vogelweibchen Eier legten, die in ihrer Schalenfarbe immer gleich sind. Um dies herauszufinden, sammelten Ornithologen wie August Carl Eduard Baldamus gezielt Serien von Kuckuckseiern, bei denen man sich sicher sein konnte, dass sie wegen des territorialen Verhaltens der Art von jeweils einem Weibchen stammten. Da sich dabei zeigte, dass sich die Eier eines Weibchens glichen, war man sich bereits zu dem Zeitpunkt sicher, dass sich der Kuckuck auf jeweils eine Wirtsvogelart spezialisierte.
Der Geschäftsmann und Hobby-Ornithologe Edgar Chance untersuchte zwischen 1918 und 1925 ausführlich das Verhalten einzelner Kuckucksweibchen. Er konnte nachweisen, dass Weibchen tatsächlich bevorzugt Nester einer Wirtsvogelart aufsuchen, dass sie die Nester ihres Wirtsvogels zuvor beobachten und dass die Eiablage innerhalb weniger Sekunden direkt in das Nest des Wirtsvogels stattfindet. Da man immer wieder Kuckucksweibchen mit einem Ei im Schnabel beobachtete, hatte man es zuvor für möglich gehalten, dass das Weibchen am Boden sitzend das Ei legt, dieses dann in den Schnabel nimmt und in das Nest des Wirtsvogels legt. Chance konnte belegen, dass die Eier, die Kuckucksweibchen im Schnabel tragen, Eier aus dem Gelege des Wirtsvogel sind. Den gesamten Vorgang der Eiablage konnte er 1921 sogar filmen. Die Ergebnisse der Untersuchungen von Chance sind durch eine Reihe ähnlicher Feldstudien bestätigt. In einer Feldstudie, die in der Nähe von Hamburg durchgeführt wurde, konnte Karsten Gärtner 1981 außerdem zeigen, dass 30 Prozent von Sumpfrohrsänger-Nestern durch Kuckuckweibchen ausgeräubert wurden. Diese Nester enthielten entweder vollständige Gelege oder sogar bereits junge Nestlinge. Ein solches Verhalten zeigen nur Kuckuckweibchen. Der Grund für solche Aktivitäten ist daher nicht Nahrungsbedarf, sondern zielt darauf ab, die Singvögel zu einem Zweitgelege zu motivieren. In einer vorangegangenen Studie war bereits gezeigt worden, dass Kuckuckweibchen ein Viertel ihrer Eier in Gelege legen, die nach dem Verlust des ersten Geleges von den Wirtsvögeln als zweiter Brutversuch angelegt werden.

### Redensarten und Lieder
Der Kuckuck ist wegen zweier Eigenheiten sprichwörtlich geworden: zum einen aufgrund seines eigentümlichen charakteristischen Balzrufs, des Kontrasts seiner enormen Stimmstärke und des unscheinbaren äußeren Ansehens und andererseits durch seine brutschmarotzende Lebensweise.
„Jemandem ein Kuckucksei legen“ = jemandem anderen etwas unterschieben
Der Kuckuck und das Kuckucksei kommen in vielen Redensarten vor, wobei Kuckuck oft ein Verhüllungswort für den Teufel darstellt, also als Ersatzwort genutzt wird, wenn der Teufel nicht wörtlich genannt werden soll. Diese ab dem 16. Jahrhundert vorzufindende Umschreibung fand Verwendung, weil befürchtet wurde, dass mit der Nennung seines Namens der Teufel herbeigerufen würde.
Beispiele:
- „Scher dich zum Kuckuck!“ – „Scher dich zum Teufel!“
- „Weiß der Kuckuck …“ – „Das weiß allenfalls der Teufel.“ (Das weiß niemand.)
- „Der Kuckuck ist los!“ – „Der Teufel ist los.“ (Es ist reichlich Betrieb.)
- „Zum Kuckuck nochmal!“ – „Zum Teufel!“
- „Hol’s der Kuckuck!“ – „Hol’s der Teufel!“ (Mir doch egal.)

Zum anderen weckt der Kuckuck aber auch Frühlingsgefühle – üblicherweise hört man die ersten Kuckucksrufe Ende März bis Anfang April – und ist so ein Bote des zu Ende gegangenen Winters, so wie in folgenden Brauchtümern:
- Greif dir in die Tasche, wenn du im Jahr das erste Mal den Kuckuck hörst. So viel Geld, wie du dann bei dir hast, wirst du das ganze Jahr über haben. Hast du nichts bei dir, sieht’s für das folgende Jahr finanziell schlecht aus. – Ebenfalls glaubt man in manchen Gegenden, dass das Portemonnaie das ganze Jahr über nicht leer wird, wenn man beim Kuckucksruf darauf klopft.
- Entsprechend sagt einem die Zahl der Kuckucksrufe an, wie lange man noch zu leben habe, sobald man die Frage gestellt hat („Kuckuck, Kuckuck, sag mir doch, wie viel’ Jahre leb’ ich noch?“ – niederdeutsch: „Kuckuck in Hewen, wo lang schall ik lewen?“).

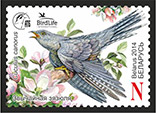
Belarussische Briefmarke

Bekannte Lieder über den Kuckuck sind Kuckuck, Kuckuck, ruft’s aus dem Wald sowie die Volksweise Auf einem Baum ein Kuckuck. Die kleine Terz des Kuckucksrufs fand auch Eingang in die Tonsprache der klassischen Musik, wie in Beethovens 6. Sinfonie F-Dur, „Pastorale“ (Szene am Bach), Leopold Mozarts Kindersymphonie, Vivaldis Sommer und vielen anderen Werken der klangredenden Musik, insbesondere in Barock und Romantik.
Über die Art des Kuckucks zu singen, gibt es auch das Volkslied über den Wettstreit des Kuckucks mit der Nachtigall aus Des Knaben Wunderhorn, in dem der Esel den Kuckuck zum Sieger erklärt, weil er schulmeisterlich brav nach den Regeln der Tonlehre singt („Der Kukuk drauf fing an geschwind · Sein Sang durch Terz und Quart und Quint.“), während das freie Jubilieren der Nachtigall dem Esel zu unverständlich ist („Du machst mir’s kraus! I-ja! I-ja! Ich kann’s in Kopf nicht bringen!“) – dieses Lied hat Gustav Mahler als Lob des hohen Verstands (No. 10 Humoresken / Lieder aus Des Knaben Wunderhorn), aber auch Johann Karl Gottfried Loewe als Kunstlied vertont. In anderer Variante findet sich das Topos bei Fallerslebens Der Kuckuck und der Esel, in dem Esel und Kuckuck um die Wette schreien.
Der Kuckuck ist der „Hauptdarsteller“ in einer Kuckucksuhr, wo diese Tonfolge ebenfalls verwendet wird. Beim Kuckuckspiel ist der Name eher dem regionalen Unterschied zwischen den Verben kucken und gucken geschuldet.
In Österreich und immer noch in Deutschland (obwohl dort nicht mehr der Wappenadler Verwendung findet) wird die Pfändungsmarke zur Anzeige der gerichtlichen Pfändung von beweglichen Gütern (enthält das Staatswappen und die Aufschrift „gerichtlich gepfändet“) umgangssprachlich – vor allem in Wien und da meist abfällig – Kuckuck genannt.
Ein Kind, welches die Mutter ihrem Ehemann oder Lebensgefährten als sein leibliches unterschiebt, bezeichnet man als Kuckuckskind.
Eine analoge Wortbildung gibt es neuerdings für Zitate, die einer berühmten Person fälschlicherweise zugeordnet werden.

### Heraldik
In der Heraldik ist der Kuckuck als gemeine Figur ein seltenes Wappentier. Im Wappen ist er nicht immer eindeutig als Kuckuck zu erkennen. Die Beschreibung ist bindend. Er wird vorrangig mit leicht abgespreizten Flügeln und auf einer Unterlage (Ast, Zweig) sitzend dargestellt. Die Farbgebung kann alle heraldischen Möglichkeiten annehmen. Seine Hauptblickrichtung ist heraldisch rechts.

Beispiele
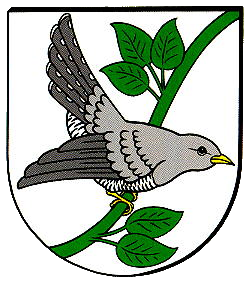
Wappen von Bronnweiler
Reitzenhain (Taunus)
Mühlhausen im Täle

### Sonstiges
Der Asteroid (2731) Cucula ist nach dem Kuckuck (lateinische Gattungsbezeichnung Cuculus) benannt. Hintergrund ist, dass der Asteroid im Mai entdeckt wurde und der Ruf des Vogels aus dem nahen Wald im Observatorium gehört wurde.